# Pauluskolleg Paderborn
Das Pauluskolleg Paderborn ist ein Kolleg für christliche Studierende der Stadt Paderborn, insbesondere die der Katholischen Hochschule Nordrhein-Westfalen in Paderborn. Es wurde 1971 als eine das wissenschaftliche Studium ergänzende Ausbildungsstätte für Gemeindereferenten des Erzbistums Paderborn und elf weiterer Diözesen im Norden und Westen Deutschlands gegründet. Heute wohnen auch Studierende anderer Studiengänge im Pauluskolleg.

## Gebäude
Seit Gründung des Kollegs war es in verschiedenen Gebäuden untergebracht. Das derzeitige Gebäude wurde 2001 bezogen. Es verfügt über 54 Einzelzimmer sowie mehrere Gemeinschafts- und Seminarräume und eine Hauskapelle. Die Zimmer sind in mehrere Flure aufgeteilt, die jeweils eine Gemeinschaftsküche besitzen.
Die Kapellenfenster wurden vom Esloher Künstler Thomas Jessen gestaltet.

## Programm des Hauses
Im Pauluskolleg findet nach den Regelungen der Deutschen Bischofskonferenz der Teil der Ausbildung zum Gemeindereferenten für die (Erz-)Bistümer Aachen, Berlin, Erfurt, Essen, Fulda, Hamburg, Hildesheim, Köln, Magdeburg, Münster, Osnabrück und Erzbistum Paderborn statt, der der geistlichen und menschlichen Förderung und Begleitung der Studenten dienen soll. In den ersten beiden Semestern ist das Wohnen im Pauluskolleg verpflichtender Bestandteil der Ausbildung. Es werden regelmäßig Gottesdienste und für die spätere Arbeit wichtige Fortbildungen angeboten, es gibt unter anderem Lektorenkurse, Kantorenkurse, Rhetorikkurse und Stimmbildung.
Die Hausleitung besteht aus Anna Mühlberger und Michaela Welling, Spiritual ist Pater Cornelius Wanner OSB, Ann-Kristin Idzik ist Referentin für spirituelle Angebote.